# Миноте (Падова)
Миноте је насеље у Италији у округу Падова, региону Венето.
Према процени из 2011. у насељу је живело 79 становника. Насеље се налази на надморској висини од 5 м.